# Heterophallus
Heterophallus ist eine artenarme Gattung der Lebendgebärenden Zahnkarpfen (Poeciliidae). Die Fische kommen auf der karibischen Seite des südöstlichen Mexikos in den Einzugsbereichen von Río Grijalva und Rio Coatzacoalcos vor.

## Merkmale
Heterophallus-Arten ähneln den Gambusen, mit denen sie nahe verwandt sind. Männchen erreichen eine Länge von 2,5 cm, Weibchen werden mit 3,5 cm etwas größer. Ihr Körper ist gestreckt, der Kopf spitz. Typisch für die Gattung ist eine weit nach hinten versetzte Rückenflosse, die von 6 bis 7 Flossenstrahlen gestützt wird. Mit Ausnahme der Bauchflossen sind alle Flossen abgerundet. Die Fische sind gelblich-braun gefärbt mit einem dunklen Mittelstreifen entlang der Körperseiten. Die Seitenlinie wird von 26 bis 29 Schuppen begleitet.

## Arten
Die Gattung Heterophallus umfasst folgende drei Arten:
- Heterophallus echeagarayi (Álvarez, 1952)
- Heterophallus milleri Radda, 1987
- Heterophallus rachovii Regan, 1914